# Рогохвост большой
Большо́й рогохво́ст, или рогохво́ст-гига́нт, или большо́й хво́йный рогохво́ст (лат. Urocerus gigas) — вид перепончатокрылых насекомых из семейства рогохвостов. 
Длина тела самок 15—40 мм, самцов — 12—30 мм. Голова чёрная с двумя жёлтыми пятнами за глазами. У самца рыжая перевязка на брюшке, у самки брюшко светло-жёлтое с чёрно-фиолетовой перевязкой и заметным яйцекладом. 

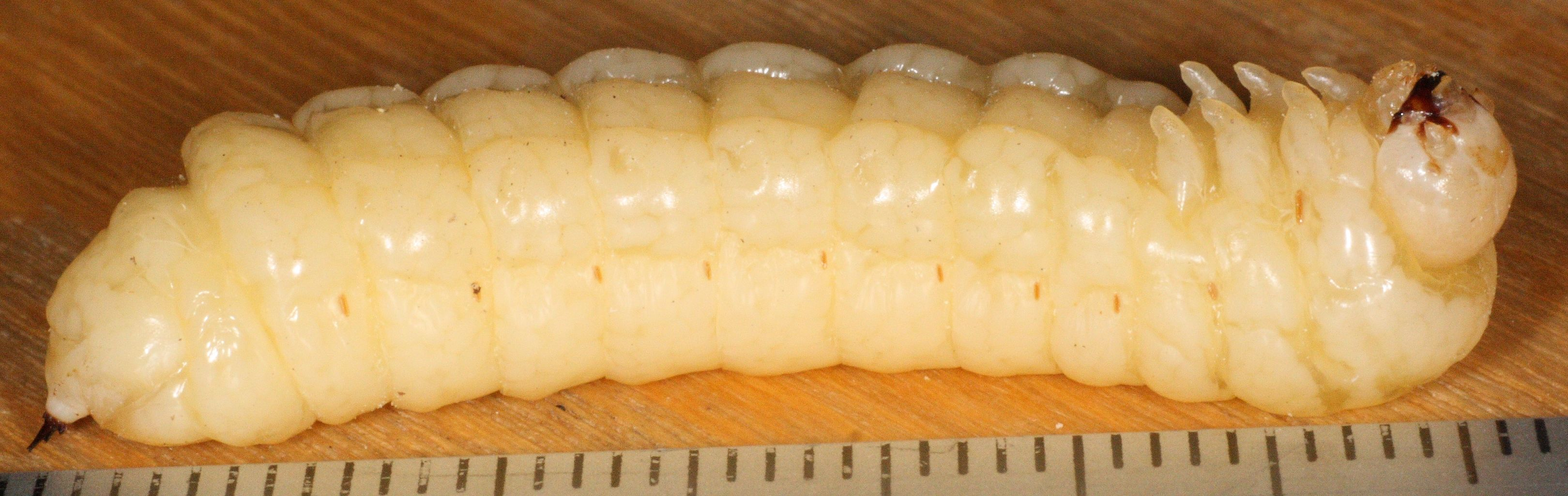
Личинка

Вид распространён всесветно. Обитает в лесах, предпочитая сосновые.
Самка откладывает в древесину деревьев 400—500 яиц, предпочитая ель обыкновенную, реже сосну, лиственницу, ясень и тополь. Вместе с яйцами заносятся споры гриба Amylostereum chailletii, который разрушает окружающую яйцо древесину и подготавливает пищевую базу для личинки. Личинка проделывает ходы длиной до 40 см. Она не способна переваривать целлюлозу, вместо этого она поедает содержимое клеток и грибные гифы. Развитие личинки длится 2—3 года, иногда до 6 лет. Взрослая личинка окукливается под корой, откуда имаго прогрызает выход на поверхность.